# Iezărenii Noi, Sîngerei
Iezărenii Noi este un sat din cadrul comunei Iezărenii Vechi din raionul Sîngerei, Republica Moldova.